# Ad-Aware
Ad-Aware [ˌæd ə'weə(ɹ)] ist der Markenname eines proprietären Antivirenprogramms des kanadischen Unternehmens Lavasoft.
Das Geschäftsmodell ist Freemium. Neben der Freeware-Variante mit der Bezeichnung Ad-Aware Antivirus Free gibt es zwei kostenpflichtige Varianten mit erweitertem Funktionsumfang. Ad-Aware läuft unter allen Windows-Versionen ab Windows 7. Schon die Freeware-Variante enthält einen Echtzeitscanner. Vor Installation der Software sollte ein vorhandenes Antivirenprogramm vom Computer entfernt werden.
Ad-Aware untersucht in allen Varianten neben den aktuell laufenden Prozessen auch die Registry, die Favoriten und Cookies im Webbrowser und alle Dateien in einem angegebenen Verzeichnis.